# Подводные лодки проекта 945 «Барракуда»
Подводные лодки проекта 945 «Барракуда», обозначение НАТО — «Sierra-I» — серия советских многоцелевых атомных подводных лодок построенных в 1979—1986 годах. «Барракуды» положили начало третьему поколению торпедных атомных подлодок в Советском Союзе, стали основой для многоцелевых АПЛ проекта 945А «Кондор» и 971 «Щука-Б».

## История создания
При проектировании атомных подводных лодок второго поколения, ведущие конструкторские бюро страны и научно-исследовательские центры параллельно вели работы по АПЛ третьего поколения. Основной причиной этому было динамичное развитие американского подводного флота, что требовало в свою очередь ответных действий советского ВМФ. В рамках концепции противолодочной обороны страны, многоцелевым подводным лодкам третьего поколения уделялось особое внимание ввиду их повышенных поисковых возможностей. Их рассматривали как основное средство обнаружение подлодок противника, слежение за ними и уничтожения, в случае получения соответствующего приказа.
В марте 1972 года было дано тактико-техническое задание на разработку АПЛ проекта 945 под шифром «Барракуда». Главным конструктором был назначен Н. И. Кваша. В качестве основных задач перед лодками нового проекта являлось слежение за стратегическими подводными лодками и авианосными ударными группами вероятного противника и гарантированное их уничтожение при начале конфликта. Главным ограничением при этом было водоизмещение, так как постройка планировалась на внутренних заводах страны.
Важной частью проекта было создание прочного корпуса из титанового сплава. Это позволило в полтора раза увеличить предельную глубину по сравнению с лодками второго поколения. Также использование сплава высокой удельной прочности позволило уменьшить водоизмещение лодки, что представляло возможным строительство на заводе «Красное Сормово» и последующей транспортировки внутренними водными путями. Также титановая конструкция сильно уменьшала магнитное поле корабля. По этому показателю лодки 945 проекта и на сегодняшний день сохраняют мировое лидерство. Единственным минусом лодок из титановых сплавов являлась их цена. По этой причине было ограничено число кораблей серии в пользу более дешёвых АПЛ проекта 971 «Щука-Б», где использовалась маломагнитная сталь.

## Конструкция

### Корпус
Лодка построена по двухкорпусной конструкции. Легкий корпус на носу лодки имеет эллипсоидную оконечность, а на корме — веретенообразную. Прочный корпус имеет цилиндрическую форму посередине и коническую на оконечностях. Специально для строительства «Барракуды» был разработан титановый сплав 480Т3В, который, в отличие от применявшегося ранее сплава Т-17, лучше сваривался и был более стойкий к трещинообразованию. Прочный корпус состоит из 6 водонепроницаемых отсеков. На подводной лодке имеется всплывающая спасательная капсула, способная вместить весь экипаж.

### Силовая установка
Главной силовой установкой является один водо-водяной реактор ОК-650А мощностью 43000 л. с. и один турбозубчатый агрегат. Реактор этого типа имеет четыре парогенератора по два циркуляционных насоса для первого и четвёртого контуров, три насоса третьего контура. На лодке имеются два турбогенератора переменного тока, два питательных и два конденсаторных насоса. Также есть две группы аккумуляторных батарей и два обратимых преобразователя.

### Вооружение
Лодки проекта вооружены торпедо-ракетным комплексом, позволяющим вести стрельбу без ограничений по глубине погружения и включающим четыре 533-миллиметровых и два 650-миллиметровых торпедных аппарата. Боезапас составляет 40 торпед и ракет.
В качестве боеприпасов для торпедных аппаратов могут быть использованы обычные торпеды разных типов, ракето-торпеды ПЛРК «Водопад», противолодочные ракеты «Ветер», имеющие возможность установки ядерной боевой части.

### Радиоэлектронное оборудование
На лодках проекта устанавливался ГАК МГК-503 «Скат». Благодаря уменьшению собственных помех гидроакустического комплекса и шумности лодки, которая была значительно ниже по сравнению с лодками прошлого поколения, дальность обнаружения целей увеличилась более чем в два раза. Уменьшилось количество ошибок при определении местоположения лодки, что позволяло гораздо реже всплывать на поверхность для определения координат. Новая аппаратура связи позволила увеличить дальность приёма сигналов и их глубину.

### Модификации

#### Проект 945М
Развитием проекта 945 изначально должен был стать проект 945М, созданный в 1976 году. Он отличался от проекта 945 только использованием более прочного титанового сплава в корпусных конструкциях, что увеличивало глубину погружения на 200 метров и давало двойное преимущество по этому параметру относительно АПЛ «вероятного противника». Единственным ограничением при этом являлось бы предельное число оборотов винта на максимальной глубине из-за возросшей нагрузки на дейдвудный сальник, Проект прошёл все согласования, однако затем был отвергнут в пользу нового проекта 945А.

#### 945А «Кондор»
В усовершенствованном проекте 945А «Кондор» были приняты максимально возможные меры по дальнейшему снижению шумности и улучшению условий работы гидроакустического комплекса. Также две построенные по этому проекту лодки имели отличия в комплексе вооружений, реакторе и подруливающих устройствах.

#### 945Б «Марс»
Модификация лодок проекта «Барракуда» обладающая практически соответствующими характеристиками для АПЛ четвёртого поколения. В связи с снижением оборонных расходов после распада СССР, строительство единственной заложенной лодки модифицированного проекта было остановлено, а второй планировавшийся корабль так и не был заложен.

## История службы
Первая лодка проекта К-239 «Карп» начала свою службу в 1984 году. В 1998 году, после всего 14 лет службы, была списана и её дальнейшая судьба остаётся под вопросом. Вторая, К-276, заступила на боевую службу в 1987 году. 11 февраля 1992 года в российских территориальных водах она столкнулась с американской подлодкой «Батон Руж» типа «Лос-Анджелес». У «Краба» была немного повреждена рубка, рассчитанная на проламывание льда, а на «Батон Руж» после столкновения был пожар. После аварии АПЛ «Батон Руж» своим ходом добралась до базы и через некоторое время была списана.
Оба корабля осваивались и эксплуатировались в составе 6-й дивизии подводных лодок. После её расформирования в 1994 году — вошли в состав 7-й дивизии с базированием на Ара-губу, Видяево.

### Сравнительная оценка
|                                           | «Лос-Анджелес» | «Щука»    | «Щука-Б»   | «Барракуда» | «Кондор»   | «Плавник»   | «Рюби»    |
| ----------------------------------------- | -------------- | --------- | ---------- | ----------- | ---------- | ----------- | --------- |
| Внешний вид                               |                |           |            |             |            |             |           |
| Годы постройки                            | 1972—1996      | 1976—1992 | 1983—2009  | 1979—1987   | 1986—1993  | 1978—1983   | 1976—1983 |
| Годы службы                               | c 1976         | c 1977    | c 1984     | c 1984      | c 1990     | c 1983—1989 | c 1984    |
| Построено                                 | 62             | 15        | 15         | 2           | 2          | 1           | 6         |
| Водоизмещение (т) надводное подводное     | 6082 7177      | 6990 7250 | 8140 12770 | 5940 9600   | 6470 10400 | 5880 8500   | 2410 2607 |
| Скорость (уз) надводная подводная         | 17 30-35       | 11,6 31   | 11,6 33    | 19 35       | 19 35      | 11 33       | 15 25     |
| Глубина погружения (м) рабочая предельная | 280 450        | 400 600   | 480 600    | 480 550     | 520 600    | 1000 1250   | 300       |

## Представители и современный статус
Всего на заводе «Красное Сормово» было построено два корабля: Б-239 «Карп» и Б-276 «Краб», позднее переименованный в «Кострому». Серия получила развитие в модифицированном проекте 945А «Кондор». В 2013 году были озвучены планы модернизации обоих кораблей на ЦС «Звёздочка» по проекту 945М, предполагающему замену БИУС, гидроакустического комплекса, радиотехнических и навигационных средств, усовершенствование систем вооружения, в том числе с добавлением возможности запуска крылатых ракет «Калибр», в том числе по береговым целям.
14 мая 2014 года Минобороны РФ подписало с предприятием ЦС «Звёздочка» контракт, предусматривающий модернизацию двух многоцелевых подводных лодок проекта 945 «Барракуда», после которой они должны были остаться в строю ещё на 10 лет.
| Название                                                                   | Заводской номер | Закладка   | Спуск на воду | Ввод в строй | Статус |
| -------------------------------------------------------------------------- | --------------- | ---------- | ------------- | ------------ | --- |
| К-239, Б-239 «Карп» (с 06.04.1993)                                         | 3001            | 20.07.1979 | 29.07.1983    | 29.09.1984   | Выведена из состава флота 30.05.1998 года. В 2013 году готовится к ремонту и модернизации до уровня лодок 4-го поколения на ЦС «Звёздочка». По данным на 16.5.2014 из реактора уже начали выгружать топливо. По сообщению от 7.7.2014 начали готовить к выгрузке отработанного ядерного топлива. В марте 2015 года стало известно о том, что ремонт лодки приостановлен. По состоянию на 2020 год ремонт остановлен, находится в резерве. |
| К-276 «Краб», Б-276 «Краб» (с 06.04.1993), Б-276 «Кострома» (с 15.11.1996) | 3002            | 21.04.1984 | 27.06.1986    | 27.10.1987   | В составе СФ. Ремонт и модернизация пройдёт после ремонта АПЛ «Карп». По состоянию на 2020 год ремонт отложен, находится в резерве. |